# Hatice Aksoy-Woinek
Hatice Aksoy (* 1967 oder 1968 in Ordu, heute: Altınordu, Türkei) ist eine deutsch-türkische Pädagogin und Autorin. Ihr Hörspiel Fast ein Wunder zeichnete der WDR 1992 mit seinem Civis-Medienpreis aus. 2021 erhielt Aksoy im Rahmen des Literaturwettbewerbs „60 Jahre Migration aus der Türkei“, durchgeführt vom Dünya-Verlag Köln und dem Dokumentationszentrum und Museum über die Migration in Deutschland (DOMiD), den 1. Preis in der Kategorie „Geschichte“.

## Werdegang
Hatice Aksoy kam 1974 kam als sogenanntes Gastarbeiterkind im Rahmen der Familienzusammenführung knapp vor dem Anwerbestopp aus der Türkei nach Deutschland. Sie besuchte die Grundschule in Recklinghausen, Bochum und Herne und legte 1988 das Abitur am Otto-Hahn-Gymnasium Herne ab. 1988 nahm sie das Studium der Germanistik und Philosophie in Köln auf. Heute ist Aksoy Didaktische Leiterin an der Gesamtschule Wanne-Eickel in Herne und unterrichtet die Fächer Deutsch und Philosophie.
Ihr preisgekröntes Hörspiel Fast ein Wunder (1992) ist „eine zärtlich-melancholische Hommage an die Mutter, als ruhende[n] Pol und Zentrum der türkischen Familie“ und wurde 1992 unter der Regie von Anita Ferraris vom zugleich produzierenden WDR erstgesendet.
Im Juli 2019 besuchte sie im Rahmen der Fortbildung „Erziehung nach Auschwitz“, gefördert durch die Bezirksregierung Münster und die Erinnerungs- und Gedenkstätte Yad Vashem, zusammen mit einer Lehrergruppe das Land Israel, um sich mit der didaktisch-pädagogischen Aufbereitung des Nationalsozialismus auseinanderzusetzen.

## Veröffentlichungen

### Hörspiele
- Fast ein Wunder (1992), gesendet vom WDR. Abgedruckt unter dem Titel „Orient-ierung“, in: Ralf Piorr (Hg): Eine Reise ins Unbekannte. Ein Lesebuch zur Migrationsgeschichte in Herne und Wanne-Eickel, Klartext Verlag, Essen 1998.

### Zeitschriftenaufsätze
- Schule als Haus der Begegnung. Mit Christian Meyer. 2002
- Sprachliche, religiöse und kulturelle Vielfalt in der Schule – Die EGG als Haus der Begegnung. Kulturelle Differenzen als Folge von Migration, Strukturwandel und Wertewandel. 2000
- Die Evangelische Gesamtschule Gelsenkirchen (EGG). 2000

### Geschichten
- Die osmanische Geschichte der Uhlandstraße, in: Der Emscherbrücher, Bd. 13: Tauben, Texte und Altäre – Sozialgeschichtliche Streifzüge durch Wanne-Eickel und Herne, 2005.
- „Das Kind in mir und das Kind vor mir“, in: Joachim Wittkowski (Hg.): Hic, haec, hoc. – Der Lehrer hat ´nen Stock – Schulgeschichten aus dem Ruhrgebiet, Henselovsky/Boschmann, 2007.
- Café Osman, in: Alte Hoffnungen – Neue Träume – Migrationsgeschichten und -gedichte, Dünya-Verlag, Köln 2022.

## Belege
1. ↑  Joachim Wittkowski (Hg.): Hic, haec, hoc. Der Lehrer hat ’nen Stock: Schulgeschichten Ruhrgebiet. In: ruhrig.de. Archiviert vom Original am 15. August 2007; abgerufen am 27. August 2022.

| Personendaten    | Personendaten                           |
| ---------------- | --------------------------------------- |
| NAME             | Aksoy-Woinek, Hatice                    |
| ALTERNATIVNAMEN  | Aksoy, Hatice (Geburtsname)             |
| KURZBESCHREIBUNG | türkisch-deutsche Pädagogin und Autorin |
| GEBURTSDATUM     | 1968                                    |
| GEBURTSORT       | Ordu, Türkei                            |